# Dialakoro (Faranah)
Pour les articles homonymes, voir Dialakoro.
Dialakoro est une ville et une sous-préfecture de Guinée, rattachée à la Préfecture de Dinguiraye et à la région de Faranah.

## Population
En 2016, le nombre d'habitants est estimé à 15 916, à partir d'une extrapolation officielle du recensement de 2014 qui en avait dénombré 14 882.